# Mapcarta
Mapcarta.com — некоммерческий независимый и самодостаточный веб-сайт, в котором написано про большое количество географических объектов.     
Сайт занимает 20 949-е место среди сайтов по посещаемости, так как в день с Mapcarta черпают информацию около 147 тыс. человек.

## Открытие сайта
Mapcarta была разработана некоммерческим веб-картографическим сайтом OpenStreetMap 1 июля 2008 года на открытых знаниях людей, включая данные и информацию с Creative Commons. Источниками данных Mapcarta являлись и сейчас являются OpenStreetMap и Wikidata.

## Способности
На сайте можно найти множество разных географических объектов (стран, городов, морей и т. д.), нажав на строку поиска и ввести на английском языке название этого географического объекта.